# Dennis Riehle
Dennis Patrick Riehle (* 31. Mai 1985 in Konstanz) ist ein deutscher Sachbuchautor, Journalist und psychologischer Berater.

## Leben

### Bildungsweg
Nach dem Abitur am Alexander-von-Humboldt-Gymnasium Konstanz (2005) studierte Riehle mehrere Semester Politik- und Verwaltungswissenschaften sowie Bildungswissenschaften, brach das Studium gesundheitsbedingt aber ohne Abschluss ab. Er qualifizierte sich als PR-Fachkraft, Journalist, Psychosozialer Berater und Coach. Zudem absolvierte er zahlreiche Fortbildungen, unter anderem in Kommunikation, Marketing, Seelsorge, Altenbetreuung sowie Trauerbegleitung, und wurde nach erfolgreich absolvierten Hochschulkursen in Sozialrecht, Gerontologie und Rechtsfragen in der Pflege zertifiziert.

### Engagement
Nach eigenen Angaben ist Riehle seit 2005 ehrenamtlich in der Selbsthilfe tätig. In seiner 2007 veröffentlichten Autobiografie Der Zwang zur Freiheit berichtet er, seit seiner Jugend an Zwangsstörungen und Depressionen zu leiden. Seine Autobiografie ist in der Fachliteratur als ein Buch eines Betroffenen genannt worden. Auch in seinem Taschenbuch Funktionalität des Zwangs geht Riehle auf die eigene Krankheitserfahrung und die Frage nach einer Sinnhaftigkeit der psychischen Störung aus Sicht des Betroffenen ein. Andere Werke sind Wenn wir mit Gott sprechen – Gebete für jeden Moment und Freier Glaube – Gedanken über Zweifel, Fragen und Widersprüche des Christseins.
Riehle gründete aus eigener Betroffenheit heraus mehrere Selbsthilfegruppen im Raum Konstanz. Er war Landesbeauftragter für den Süden Baden-Württembergs bei der Deutschen Gesellschaft Zwangserkrankungen (DGZ), deren Kuratorium er angehörte. Riehle hat sich in der Deutschen DepressionsLiga (DDL), als Sozialberater des intakt e.V. (Selbsthilfe bei Sozialer Phobie) sowie beim Landesverband Psychiatrie-Erfahrener Baden-Württemberg engagiert und war Mitglied im Sprecherrat des Konstanzer Selbsthilfenetzwerks KOMMIT. Er war als „Erfahrungsexperte“ für das Schulpräventionsprojekt andersnormal. im Landkreis Konstanz tätig, das vor allem junge Menschen über das Thema „Seelische Gesundheit“ aufklärt. Daneben hat sich Riehle auch als Flüchtlings- und Integrationshelfer weitergebildet und begleitete Asylsuchende. Als Berater für Nachhaltige Entwicklung und Change Management setzt er sich unter anderem in seinem Werk Akklimatisiert euch! für einen pragmatischen Umweltschutz ein. Daneben vertrat Riehle in den Medien als Pressereferent des Bundesverbandes Burnout und Depression (BBuD) e.V. verschiedene Maßnahmen der Gesundheitsförderung und des Arbeitnehmerschutzes.
Ab November 2008 war er Vorsitzender der Christlichen Lebensberatung e.V. Im Dezember 2012 erklärte Riehle seinen Austritt aus der Evangelischen Kirche. Er war ab 2014 für längere Zeit Autor für den Humanistischen Pressedienst und ist Sprecher des „Philosophischen Laienarbeitskreises“ in Konstanz.
Riehle war einer der ersten Betroffenen, die sich öffentlich zu einer Impfkomplikation durch die Corona-Immunisierung bekannt haben. Außerdem machte er seine frühzeitige Parkinson-Erkrankung publik, um Entstigmatisierung voranzutreiben.
Aufgrund seiner Autobiografie trat Riehle in zahlreichen Fernsehsendungen auf und erschien in Medienmitteilungen in der lokalen und überregionalen Presse. Er erhielt für sein bürgerschaftliches Engagement mehrere Auszeichnungen.
Riehle betreibt einen eigenen Blog, auf dem er sich unter anderem mit den Themen Migration, Grundrechte, AfD, Meinungsfreiheit, Kultur, Medien und Zeitgeist befasst.

## Veröffentlichungen
- Wenn wir mit Gott sprechen: 30 Gebete für jeden Moment, Friedberg: Verlagshaus Schlosser, 2006, ISBN 3-939783-07-2, ISBN 978-3-939783-07-7.
- Der Zwang zur Freiheit, Gelnhausen: Wagner, 2007, ISBN 3-86683-236-2, ISBN 978-3-86683-236-7.
- Mehr Stoik geht kaum! – Zwischen Psychose, Parkinson und Parese, Norderstedt: BoD, 2021, ISBN 978-3-7557-5606-4.
- Gesellschaftskritik in Reimform – Gedichte zu Leben, Alltag und Zeitgeschehen, Norderstedt: BoD, 2021, ISBN 978-3-7557-5608-8.
- Zwang, Zwänge, Zwängler – Texte aus 20 Jahren Zweifelskrankheit, Norderstedt: BoD, 2021, ISBN 978-3-7557-5607-1.
- Gottes Agape in schwieriger Zeit – Texte zu Fragen von Gottes Liebe, menschlichen Leids und dem Verständnis eines Schöpfers, Norderstedt: BoD, 2021, ISBN 978-3-7557-8570-5.
- Akklimatisiert euch! – Ermutigung zu einer unaufgeregten Nachhaltigkeit, Norderstedt: BoD – Books on Demand, 2023, ISBN 978-3-7347-7487-4.
- Die deutsche Identitätskrise und ihre Auswirkungen: Kritische Textimpulse zu Multikulturalismus, Patriotismus und Zeitgeist, Norderstedt: BoD – Books on Demand, 2024, ISBN 978-3-7583-0395-1.